# Isabel Lucas
Isabel Lucas (Melbourne, 29 gennaio 1985) è un'attrice e attivista australiana, conosciuta per il ruolo di Tasha Andrews nella soap opera della televisione australiana Home and Away (2003-2006) e per l'interpretazione di Alice in Transformers - La vendetta del caduto.

## Biografia
Nata a Melbourne da madre svizzera e padre australiano, da bambina visse a Cairns, città nello Stato del Queensland. Parla correttamente il tedesco oltre all'inglese, sua lingua madre. Ha frequentato la scuola superiore Santa Monica, nella città di Cairns. Ha lavorato nella soap opera Home and Away, con co-protagonista Chris Hemsworth, fino a giugno 2006. All'inizio del 2008 si è trasferita a Los Angeles, dove si è messa in evidenza in alcuni film e progetti televisivi. Durante il 2008 ha frequentato l'attore americano Adrian Grenier, ma i due si sono lasciati nel mese di agosto dello stesso anno. Isabel ha interpretato anche il personaggio principale del videoclip del cantautore britannico Ed Sheeran, Give Me Love. È inoltre conosciuta per l'attivo impegno in diverse organizzazioni a difesa dell'ambiente, tra le quali anche Greenpeace.

### Ambientalismo
Nell'ottobre 2007, Lucas ha fatto parte di un gruppo di 30 attivisti della Sea Shepherd Conservation Society che protestavano contro la caccia alle balene a Taiji, Wakayama, in Giappone. L'azione è stata mostrata nel film The Bay. Da allora sostiene l'organizzazione per la protezione della vita marina.

## Filmografia

### Cinema
- Transformers - La vendetta del caduto (Transformers: Revenge of the Fallen), regia di Michael Bay (2009)
- Daybreakers - L'ultimo vampiro (Daybreakers), regia di Michael e Peter Spierig (2009)
- The Waiting City, regia di Claire McCarthy (2009)
- The Wedding Party, regia di Amanda Jane (2010)
- A Heartbeat Away, regia di Gale Edwards (2011)
- Immortals, regia di Tarsem Singh (2011)
- Red Dawn - Alba rossa (Red Dawn), regia di Dan Bradley (2012)
- Electric Slide, regia di Tristan Patterson (2014)
- The Loft, regia di Erik Van Looy (2014)
- The Water Diviner, regia di Russell Crowe (2014)
- Engram, regia di Margaret Betts – cortometraggio (2014)
- Zucchero! Sugar Film (That Sugar Film), regia di Damon Gameau – documentario (2014)
- Knight of Cups, regia di Terrence Malick (2015)
- Passione senza regole (Careful What You Wish For), regia di Elizabeth Allen Rosenbaum (2015)
- Osiride - Il 9º pianeta (Science Fiction Volume One: The Osiris Child), regia di Shane Abbess (2016)

### Televisione
- Home and Away – soap opera, 250 puntate (2003-2006)
- The Pacific – miniserie TV, puntata 03 (2010)
- Emerald City – serie TV, 9 episodi (2017)
- MacGyver – serie TV, 12 episodi (2017-2018)

### Video musicali
- Give Me Love - Ed Sheeran (2013)

## Doppiatrici italiane
Nelle versioni in italiano dei suoi film, Isabel Lucas è stata doppiata da:
- Veronica Puccio in Transformers - La vendetta del caduto, The Pacific
- Valentina Mari in Red Dawn - Alba rossa, Passione senza regole
- Domitilla D'Amico in Daybreakers - L'ultimo vampiro, Electric Side
- Benedetta Degli Innocenti in The Water Diviner
- Chiara Gioncardi in Immortals
- Isabella Benassi in The Loft